# La Rocque
La Rocque település Franciaországban, Calvados megyében. Lakosainak száma 85 fő (2018. január 1.). La Rocque Lassy, Saint-Vigor-des-Mézerets, Le Theil-Bocage, Vassy és Valdallière községekkel határos.

## Népesség
A település népességének változása:
| Lakosok száma | 125  | 115  | 84   | 86   | 89   | 97   | 93   | 91   | 87   | 85   |
|               | 1962 | 1968 | 1982 | 1990 | 1999 | 2008 | 2011 | 2013 | 2017 | 2018 |